# دوتای دیگر
دوتای دیگر (به انگلیسی: The Other Two) یک مجموعه تلویزیونی کمدی آمریکایی است که توسط کریس کلی و سارا اشنایدر ساخته شده‌است. پخش این سریال در کمدی سنترال در تاریخ ۲۴ ژانویه ۲۰۱۹ آغاز شد. کمدی سنترال این مجموعه را برای فصل دوم در تاریخ ۱۱ فوریه ۲۰۱۹ تجدید کرد.

## خلاصه داستان
کری، یک بازیگر مشتاق همجنسگرا و خواهرش بروک، یک رقصنده حرفه ای سابق، سعی دارند مکان خود را در جهان پیدا کنند، در حالی که با احساسات خود در رابطه با برادر ۱۳ ساله خود چیس به ناگهانی به شهرت اینترنتی رسیده‌است، می‌پردازند.